# Guélor Kanga
Guélor Kanga Kaku (Oyem, 1 de setembro de 1990) é um futebolista gabonense que atua como meia-atacante. Atualmente defende o Estrela Vermelha.

## Carreira
Guélor Kanga fez parte do elenco da Seleção Gabonense de Futebol na Campeonato Africano das Nações de 2017.

## Títulos
Mangasport
- Gabon Championnat National D1: 2007–08

Missile
- Gabon Championnat National D1: 2010–11

Mounama
- Coupe du Gabon Interclubs: 2013

Rostov
- Copa da Rússia: 2013–14